# La Romareda
La Romareda er et fodboldstadion beliggende i den spanske by Zaragoza. Stadionet blev indviet d. 8. september 1957 med en kamp mellem stadionets nuværende lejere Real Zaragoza og fodboldklubben CA Osasuna, en kampe Zaragoza vandt med 4-3. Stadionet har officielt plads til 34.496 tilskuere, men der er i gennemsnit 30.000 tilskuere til Real Zaragozas hjemmekampe.
| Idrætsanlæg | Spire Denne artikel om et idrætsanlæg er en spire som bør udbygges. Du er velkommen til at hjælpe Wikipedia ved at udvide den. |